# Сејдауркроукир
Сејдауркроукир (исл. Sauðárkrókur) је главни град региона Нордиртланд Вестра на Исланду. Има 2.958 становника и насељен је још од 800. године.